# Andra intendenturkompaniet
Andra intendenturkompaniet (Int 2) var ett intendenturförband inom svenska armén som verkade i olika former åren 1915–1950. Förbandsledningen var förlagd i Karlsborgs garnison i Karlsborg.

## Historia
Andra intendenturkompaniet härstammar från den intendenturskola som bildades 1902 vid Första Göta trängkår (T 2). Intendenturskolan omorganiserades den 1 november 1912 till Intendenturskolan vid Arméns Intendenturförråd i Karlsborg (AIK). Genom 1914 års härordning blev Intendenturtrupperna ett självständigt truppslag bestående av fyra kompanier, däribland ett intendenturkompani i Karlsborg, vilket den 14 oktober 1914 tilldelades namnet Intendenturkompaniet i Karlsborg.
Genom 1925 års härordning utgick ett kompani, samt att de kvarvarande kompanierna numrerades. Intendenturkompaniet i Karlsborg tilldelades namnet Andra intendenturkompaniet. Genom försvarsbeslutet 1948 upplöstes både intendenturtrupperna och tygtrupperna som truppslag, och verksamheten uppgick i trängtrupperna. Andra intendenturkompaniet upplöstes den 31 december 1950, och kompaniet uppgick i Göta trängregemente (T 2).

## Verksamhet
Andra intendenturkompaniet svarade för förplägnadstjänst, drivmedelstjänst samt intendenturmaterieltjänst.

## Förläggningar och övningsplatser

### Förläggning
I samband med att Intendenturskolan bildades 1912, förlades skolan till Proviantmagasinet samt Havremagasinet vid Karlsborgs fästning. År 1928 lokaliserades kompaniet till slutvärnet inom fästningen. Åren 1940–1950 förlades kompaniet till ett nyuppfört barackläger utanför fästningsvallen. Efter att kompaniet upplöst 1950, kom dess barackläger övertas av Fallskärmsjägarskolan (FJS). Lägret kom under åren som Fallskärmsjägarskolan var förlagda ditt kallas för Fallskärmsjägarlägret. År 1978 lämnades lägret helt.

## Heraldik och traditioner
Andra intendenturkompaniet blev aldrig tilldelade någon egen fana eller standar. Utan bar en svensk tvärskurenfana med kravatt. Fanan var tillverkad i siden. Vitmålad stång på vilken fanduken är fastspikad utan omrullning. Spetsen försedd med Gustav V:s namnchiffer. Fanan tillsammans med kompaniets traditioner överfördes vid avvecklingen till Göta trängregemente (T 2).

## Förbandschefer
Kompanichefer vid Andra intendenturkompaniet åren 1915–1950.

- 1915–1917: Harald Holmin
- 1917–1922: Nils Otto Gösta Bruzelius
- 1922–1923: Gösta Viktor Georg Horney
- 1923–1924: Yngve Boanerges Taube
- 1924–1925: Bror Herman Holm
- 1925–1930: Otto Fredrik Wilhelm Billström
- 1930–1935: Jean Fredrik B:son Rosander
- 1935–1939: Karl Fritiof Vilhelm Hammarström
- 1939–1941: Kjell Ingvar Carl Engström
- 1941–1943: Sven Ejnar Wising
- 1943–1945: Nils Anders Gunnar Bergh
- 1945–1946: Olof Gideon Tordy
- 1946–1950: Thore Gustaf Ferlin

## Namn, beteckning och förläggningsort
| Intendenturskolan vid AIK        | 1912-11-01 | – | 1915-10-13 |
| Intendenturkompaniet i Karlsborg | 1915-10-14 | – | 1927-12-31 |
| Andra intendenturkompaniet       | 1928-01-01 | – | 1950-12-31 |

| Int 2 | 1915-10-14 | – | 1950-12-31 |

| Karlsborgs garnison (F) | 1915-10-14 | – | 1950-12-31 |